# Московсько-цінські війни

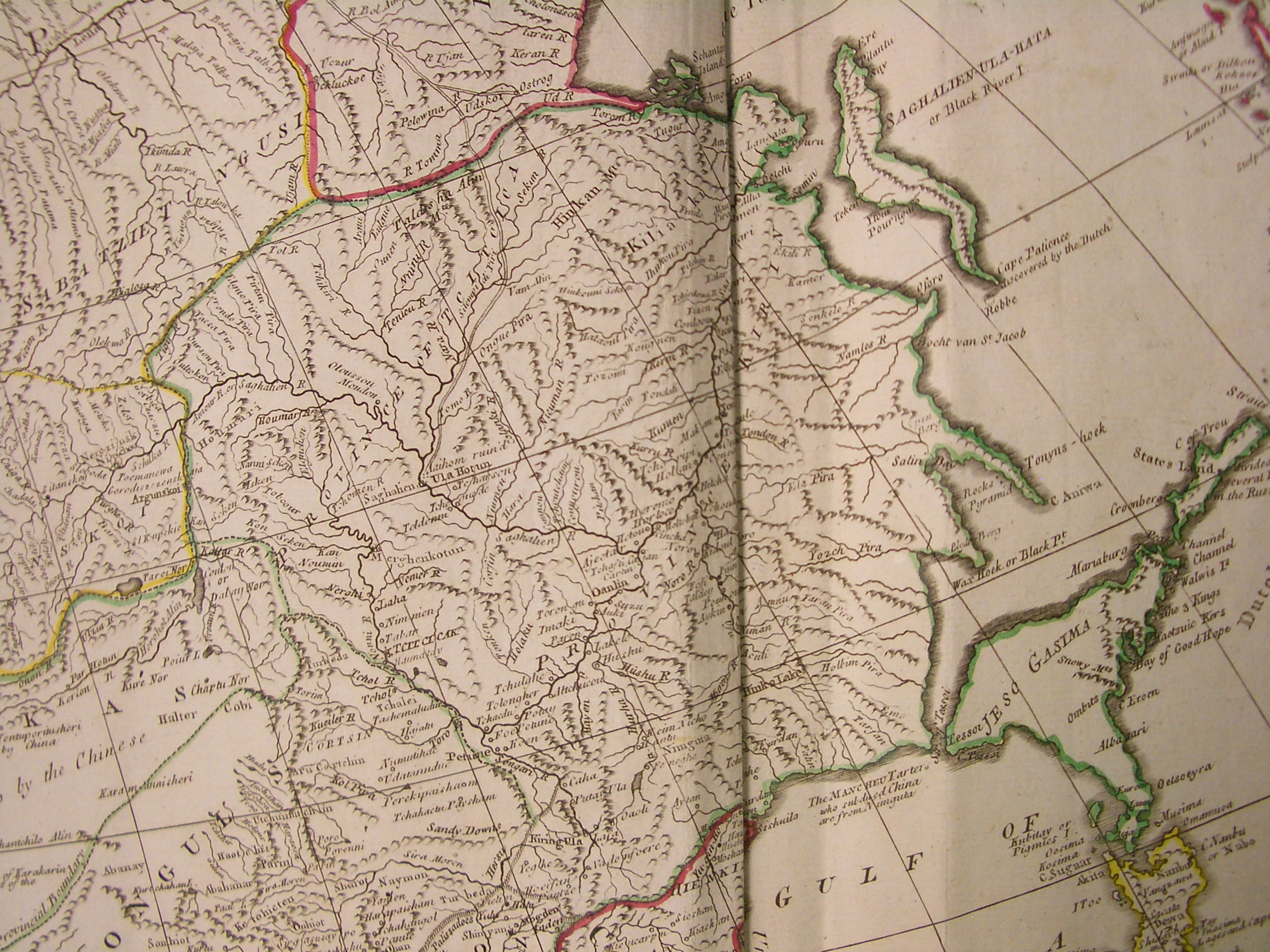
Терени Приамур'я

Моско́всько-ці́нські ві́йни — серія збройних конфліктів між Російським царством та маньчжурською династією Цін у 1649 — 1689 роках за володіння Приамур'ям. В російській історіографії називаються «прикордонними конфліктами», в китайській — «каральними походами». В ході воєн маньчжурів підтримували корейці, а московитів — козаки. Кульмінацією московсько-цінського протистояння стала облога маньчжурами ворожої фортеці Албазін у 1686 році. В результаті поразки московитів 1689 року було підписано Нерчинський договір, за яким Московське царство поступалося Приамур'ям на користь династії Цін. Інша назва — російсько-маньчжурські війни.